# Die Bergretter
Die Bergretter, nota originariamente come Die Bergwacht, è una serie televisiva austro-tedesca prodotta dal 2009 da Neue deutsche Filmgesellschaft e nata come crossover della serie Der Bergdoktor. Tra gli interpreti principali, figurano Martin Gruber, Sebastian Ströbel, Markus Brandl, Luise Bähr, Martin Klempnow, Paula Paul, Robert Lohr, Michael Pascher, Stefanie von Poser, Gundula Niemayer e Stephanie Stumph.
La serie, trasmessa dalle emittenti televisive ZDF e ORF 2, si compone di 10 stagioni, per un totale di 91 (63) episodi più quattro speciali: il primo episodio, intitolato Das Versprechen, fu trasmesso in prima visione il 26 novembre 2009.
Il titolo della serie fu cambiato da Die Bergwacht a Die Bergretter nel 2012, con l'avvio della terza stagione.

## Trama
Protagonista delle vicende è una squadra di soccorso alpino di Ramsau am Dachstein, in Stiria (Austria), guidata inizialmente da Andreas Marthaler.
Marthaler, appassionato di scalate, avrebbe voluto trasferirirsi negli Stati Uniti assieme alla fidanzata Sarah Kraus per aprire una scuola di alpinismo, ma deve rinunciarvi dopo che il suo migliore amico Stephan Hofer lo implora in punto di morte (seguita alle ferite riportate in una caduta) di prendersi cura della moglie Emilie e dei figli.
Dopo la morte di Marthaler, il suo posto alla guida della squadra sarà preso da Markus Kofler.

## Episodi
| Stagione         | Puntate                     | Prima TV Germania | Prima TV Italia |
| ---------------- | --------------------------- | ----------------- | --------------- |
| Prima stagione   | 4                           | 2009              | inedita         |
| Seconda stagione | 12                          | 2010              | inedita         |
| Terza stagione   | 10 (5 episodi in due parti) | 2012              | inedita         |
| Quarta stagione  | 10 (5 episodi in due parti) | 2013              | inedita         |
| Quinta stagione  | 12 (6 episodi in due parti) | 2014              | inedita         |
| Sesta stagione   | 12 (6 episodi in due parti) | 2014              | inedita         |
| Settima stagione | 12 (6 episodi in due parti) | 2015              | inedita         |
| Ottava stagione  | 12 (6 episodi in due parti) | 2016              | inedita         |
| Settima stagione | 12 (6 episodi in due parti) | 2017              | inedita         |
| Decima stagione  | 7                           | 2018              | inedita         |